# Tierra Colorada, Xochistlahuaca
Tierra Colorada är en ort i Mexiko.   Den ligger i kommunen Xochistlahuaca och delstaten Guerrero, i den sydöstra delen av landet, 300 km söder om huvudstaden Mexico City. Tierra Colorada ligger 525 meter över havet och antalet invånare är 126.
Terrängen runt Tierra Colorada är kuperad. Runt Tierra Colorada är det ganska glesbefolkat, med 50 invånare per kvadratkilometer. Närmaste större samhälle är Santa María Zacatepec, 18,1 km öster om Tierra Colorada. Omgivningarna runt Tierra Colorada är en mosaik av jordbruksmark och naturlig växtlighet.